# Osceola Mills, Pennsylvania
Osceola Mills là một thị trấn thuộc quận Clearfield, tiểu bang Pennsylvania, Hoa Kỳ. Năm 2010, dân số của thị trấn này là 1141 người.